# Michael Jackson: The Stripped Mixes
Michael Jackson: The Stripped Mixes es un álbum de remezclas de las clásicas canciones del cantautor y exmiembro de la banda The Jackson 5, Michael Jackson. Los temas del álbum son principalmente de la carrera de Jackson como miembro de The Jackson 5, desde la década de 1960 hasta la de 1980; las canciones acreditadas como solista son de sus álbumes durante la era de Motown Records. Otras pistas incluidas son mezclas «esenciales» del material de Jackson, lo que significa que las canciones son de un tono más tranquilo y se han eliminado la mayoría de los tambores.
Seguido del aumento en la popularidad de Jackson tras su muerte en junio de 2009, el 7 de julio del mismo año, se confirmó que Michael Jackson: The Stripped Mixes sería publicado. Estuvo disponible como descarga digital el 7 de julio de 2009, y como un CD el 28 del mismo mes. Una versión remezclada de «I'll Be There» titulada «I'll Be There (Minus Mix)» se lanzó en iTunes el 9 de junio de 2009, antes de su muerte. El álbum fue el segundo recopilatorio en ser lanzado póstumamente, siendo el primero The Collection, lanzado dos semanas antes. Recibió reseñas variadas de los críticos de la música, ya que señalaron que la música sonaba incompleta e incómoda y como un elemento de mal gusto. Obtuvo un éxito comercial moderado en el mundo, pues alcanzó las posiciones noventa y cinco y setenta y cinco de las listas de los Estados Unidos y México, respectivamente.

## Antecedentes
Debido a la gran popularidad de un comercial de State Farm Insurance con una versión acústica del éxito «I'll Be There», Motown lanzó «I'll Be There (Minus Mix)» vía iTunes el 9 de julio de 2009, como un preludio de Michael Jackson: The Stripped Mixes. Poco después de su muerte en junio del mismo año, su música experimentó un aumento de popularidad, lo que llevó a las reediciones de su música. Menos de una hora después de su funeral en el Staples Center el 7 de julio de 2009, Universal Music Group anunció que Michael Jackson: The Stripped Mixes, una colección de canciones clásicas de Jackson, sería publicado. El álbum cuenta con mezclas «esenciales» de sus clásicos en la era Motown, así como las canciones grabadas mientras fue miembro de The Jackson 5 desde la década de 1960 a 1980. Las canciones que son «esenciales» en el álbum tienen instrumentos de apoyo y algunos estudios de ingeniería eliminados para hacer que las canciones tengan un sonido más acústico. The Stripped Mixes estuvo disponible como descarga digital el 7 de julio, y como un disco compacto el 28 de julio de 2009.

## Recepción

### Comercial
Michael Jackson: The Stripped Mixes alcanzó la posición noventa y cinco en el Billboard 200 en su semana debut, con ventas de menos de 5000 unidades. Llegó al veintitrés en el Top R&B/Hip-Hop Albums en 2009, y se trasladó al veintiuno en 2010. A nivel internacional, obtuvo más éxito comercial. El álbum apareció en el top 50 de la lista de Bélgica: en la Región Flamenca, alcanzó el puesto número cuarenta y tres, mientras que en la Región Valona, el cuarenta y siete, y permaneció cinco y siete semanas, respectivamente. Finalmente, llegó al número veinticinco de la lista de México durante una semana, antes de descender del top 100.

### Crítica
Michael Jackson: The Stripped Mixes recibió reseñas variadas de los críticos de la música. Stephen Thomas Erlewine de Allmusic le dio dos de cinco estrellas, y dijo que sentía que «la lógica de lo que queda atrás no tiene sentido», y señaló que «I Want You Back» y «ABC» no tienen tambores y «se sienten un poco achispados y sobrecargados»; «"Ben" y "With a Child's Heart" tienen ecos de cadenas en el fondo, haciéndolo difícil de identificar las canciones como esenciales». Agregó que, ya que el genio se encuentra en los arreglos, «tiene gran parte de los arreglos ausente», lo que significa que la música «suena incómoda e incompleta, como si se estuviese esperando para la ronda final de la mezcla y los arreglos». La opinión general de Erlewine hacia el álbum fue: «Si el propósito de este disco es llamar la atención a la voz de Michael, The Stripped Mixes hace su trabajo, pero sólo porque su voz es empujada hacia adelante y al centro no significa que este es el mejor lugar para apreciar su genio».
Un escritor de PR Newswire elogió el álbum y lo describió como «mostrando» el talento vocal de Jackson y visto a The Stripped Mixes como brillando «una luz fuerte y fresca» en la carrera de Jackson, en tanto solitario y con sus hermanos en The Jackson 5. Natalie Salvo de TheDwarf.com.au comentó que la canción «Ain't No Sunshine» hizo al álbum «personalmente» que valga la pena comprarlo. Agregó que «la música hace lo que se supone que debe hacer», que fue «evocar el estado de ánimo adecuado pero no ser demasiado llamativo». A pesar de los elogios, declaró que el álbum podría ser clínicamente considerado como un «elemento de mal gusto» de una «compañía discográfica codiciosa», y señaló que era «difícil detenerte siendo superado con cinismo hacia este álbum». Jeff Dorgay de Tone Publications describió todas las pistas del álbum como «bastante fuertes» y añadió que a pesar de su interés en Michael Jackson, The Stripped Mixes es un disco que «tú debes tener en tu colección», porque ofrece una «mirada rara» en el material «clásico» de Jackson cuando él estaba comenzando su carrera.

## Lista de canciones
| Michael Jackson: The Stripped Mixes |                                                                          |                                                |          |  |
| N.º                                 | Título                                                                   | Escritor(es)                                   | Duración |  |
| 1.                                  | «I'll Be There (Minus Mix)» (de Third Album)                             | Berry Gordy, Bob West, Hal Davis, Willie Hutch | 3:55     |  |
| 2.                                  | «Ben (Stripped Mix)» (de Ben)                                            | Don Black, Walter Scharf                       | 2:42     |  |
| 3.                                  | «Who's Lovin' You (Stripped Mix)» (de Diana Ross Presents The Jackson 5) | Smokey Robinson                                | 4:24     |  |
| 4.                                  | «Ain't No Sunshine (Stripped Mix)» (de Got to Be There)                  | Bill Withers                                   | 4:08     |  |
| 5.                                  | «I Want You Back (Stripped Mix)» (de Diana Ross Presents The Jackson 5)  | The Corporation                                | 3:48     |  |
| 6.                                  | «ABC (Stripped Mix)» (de ABC)                                            | The Corporation                                | 3:11     |  |
| 7.                                  | «We've Got a Good Thing Going (Stripped Mix)» (de Ben)                   | The Corporation                                | 3:15     |  |
| 8.                                  | «With a Child's Heart (Stripped Mix)» (de Music and Me)                  | Basemore, Henry Cosby, Sylvia Moy              | 4:07     |  |
| 9.                                  | «Darling Dear (Stripped Mix)» (de Third Album)                           | Gordy/Gordy/Story                              | 2:33     |  |
| 10.                                 | «Got to Be There (Stripped Mix)» (de Got to Be There)                    | Elliot Willensky                               | 3:15     |  |
| 11.                                 | «Never Can Say Goodbye (Stripped Mix)» (de Maybe Tomorrow)               | Clifton Davis                                  | 3:11     |  |

## Listas
| País (Lista 2009/2010)                  | Mejor posición |
| --------------------------------------- | -------------- |
| Bélgica Flandes                         | 43             |
| Bélgica Valonia                         | 47             |
| Estados Unidos (Billboard 200)          | 95             |
| Estados Unidos (Top R&B/Hip-Hop Albums) | 21             |
| México                                  | 75             |

## Personal
| - João Daltro de Almeida - investigación de fotografía - David Blumberg - arreglista - Lawrence D. Brown - productor - Rodger Carter - asistente de audio - Neil Citron - ingeniero, mezcla - The Corporation - arreglista, productor - Hal Davis - productor - Jill Ettinger - gerente de producción - Berry Gordy, Jr. - arreglista, productor, productor ejecutivo - George Gordy - productor - Willie Hutch - arreglos vocales - Eddy Manson - arreglista - Monique McGuffin - coordinación de producción - Alphonso Mizell - arreglista, productor - Fonce Mizell - arreglista, productor | - Jeff Moskow - productor, A&R - Ryan Null - coordinación de foto - Gene Page - arreglista - Freddie Perren - arreglista, productor - Deke Richards - arreglista, productor - Ryan Rogers - diseño - Tom Rowland - productor, arreglista, mezcla, A&R - Glen Sanatar - asistente de estudio - Doug Schwartz - masterización - Andrew Skurow - investigación de cinta - Bobby Taylor - productor - David Van De Pitte - arreglista - Harry Weinger - A&R - Bob West - arreglista |

Fuente: Allmusic.